# غوخان كابا
غوخان كابا (بالتركية: Gökhan Kaba)‏ هو لاعب كرة قدم تركي في مركز الهجوم، ولد في 24 نوفمبر 1983 في آدابازاري في تركيا. شارك مع منتخب تركيا تحت 21 سنة لكرة القدم. أما مع النوادي، فقد لعب مع أضنة دمير سبور وألانيا سبور وأوردو سبور وتشايكور ريزه سبور وسامسون سبور وشانلي أورفا سبور وقيصري إيرسيسبور وكارسياكا ونادي إسطنبول باشاكشهر.

## وصلات خارجية
- غوخان كابا على موقع اتحاد تركيا (لاعب) (الإنجليزية)
- غوخان كابا على موقع قاعدة بيانات كرة القدم.إي يو (الإنجليزية)
- غوخان كابا على موقع عالم كرة القدم.نت (الإنجليزية)